# Amicacina
A amicacina é um fármaco antibiótico da classe dos aminoglicosídeos. Tem maior atuação sobre bactérias gram-negativas e é bactericida. Pode produzir oto e nefroxidade.
Quimicamente, é um derivado semi-sintético da canamicina.

## Indicações terapêuticas
Estudos clínicos demonstraram que a injeção de sulfato de amicacina é eficaz na septicemia bacteriana (incluindo sepse neonatal); em infecções graves do trato respiratório, ossos e articulações, sistema nervoso central (incluindo meningite) e pele e tecidos moles; infecções intra-abdominais (incluindo peritonite); e em queimaduras e infecções pós-operatórias (incluindo cirurgia pós-vascular). Estudos clínicos demonstraram que a amicacina também é eficaz em infecções graves complicadas e recorrentes do trato urinário causadas por esses organismos. Os aminoglicosídeos, incluindo a injeção de sulfato de amicacina, não são indicados em episódios iniciais não complicados de infecções do trato urinário, a menos que os organismos causadores não sejam suscetíveis a antibióticos com menor toxicidade potencial.

## Efeitos colaterais
Todos os aminoglicosídeos têm o potencial de induzir toxicidade auditiva, vestibular e renal e bloqueio neuromuscular. Ocorrem com maior frequência em pacientes com história corrente ou pregressa de insuficiência renal, de tratamento com outras drogas ototóxicas ou nefrotóxicas e em pacientes tratados por períodos mais longos e/ou com doses superiores às recomendadas.
Neurotoxicidade, nefrotoxicidade e/ou ototoxicidade pode acometer de 1 à 10% dos pacientes tratados com amicacina. Os demais efeitos colaterais (menos de 1%) são: hipotensão, dor de cabeça, febre medicamentosa, erupção cutânea, náusea, vômito, eosinofilia, parestesia, tremor, artralgia, fraqueza e reação alérgica.

### Neurotoxicidade-Ototoxicidade
Os efeitos tóxicos no oitavo nervo craniano podem resultar em perda de audição, perda de equilíbrio ou ambos. A amicacina afeta principalmente a função auditiva. O dano coclear inclui surdez de alta frequência e geralmente ocorre antes que a perda auditiva clínica possa ser detectada.

### Neurotoxicidade-bloqueio neuromuscular
Paralisia muscular aguda e apnéia podem ocorrer após o tratamento com medicamentos aminoglicosídeos.

### Nefrotoxicidade
Elevação da creatinina sérica, albuminúria, presença de glóbulos vermelhos e brancos, cilindros, azotemia e oligúria foram relatados. As alterações da função renal geralmente são reversíveis quando o medicamento é descontinuado. Como seria de se esperar com qualquer aminoglicosídeo, notificações de nefropatia tóxica e insuficiência renal aguda foram recebidas durante a vigilância pós-comercialização.

## Interações medicamentosas
Diuréticos de alça (intravenoso) podem resultar em aumento da ototoxicidade.